# Allein unter Jungs
Allein unter Jungs (Originaltitel Life with Boys) ist eine kanadische Jugendserie, die vom 9. September 2011 bis zum 27. August 2013 auf YTV erstausgestrahlt wurde. In Deutschland wurde sie zum ersten Mal am 20. Februar 2012 auf Nickelodeon ausgestrahlt. Der Titel bezieht sich auf die Protagonistin Tess Foster, gespielt von Torri Webster. Zuhause wohnen neben ihr nur noch ihr Vater und ihre drei Brüder. Auch in ihrem Ringer-Team in der Schule ist sie das einzige Mädchen. Einzige Ausnahme ist ihre beste Freundin Allie.

## Figuren
| Figur                 | Darsteller            | Deutscher Sprecher                              |
| --------------------- | --------------------- | ----------------------------------------------- |
| Tess Foster           | Torri Webster         | Marie Christin Morgenstern                      |
| Allie Brooks          | Madison Pettis        | Lisa Mitsching                                  |
| Gabe Foster           | Nathan McLeod         | Patrick Baehr (St. 1) Maximilian Artajo (St. 2) |
| Sam Foster            | Michael Murphy        | Dirk Petrick                                    |
| Spencer Foster        | Jake Goodman          | Hans-Christian Straka                           |
| Jack Foster           | Sandy Jobin-Bevans    | Fritz Rott                                      |
| Bobby Parelli         | John-Alan Slachta     | Wanja Gerick                                    |
| Nicky Demoppulus      | Daniel Winston        | Sebastian Fitzner                               |
| Kaylee                | Francesca Martin      | Adak Azdasht                                    |
| Andy Jacobs           | Austin Macdonald      | Dirk Stollberg                                  |
| Chloe                 | Madison Scott         | Katie Pfleghar                                  |
| Heather               | Kylee Evans           | Julia Stoepel                                   |
| Emily Osment (Ep. 14) | Emily Osment (Ep. 14) | Marie-Luise Schramm                             |
| Grandma Helen         | Judy Marshak          | Sonja Deutsch                                   |
| Sylvia                | Linda Cash            | Isabella Grothe                                 |
| Zach                  | Dan Beirne            | Marcel Mann                                     |

### Hauptfiguren
Tessa „Tess“ Foster ist eine Schülerin und zu Beginn der Serie 14 Jahre alt. Sie lebt als einziges Mädchen zusammen mit ihrem Vater und ihren drei Brüdern. Sie kämpft im Wrestling-Team der Schule.

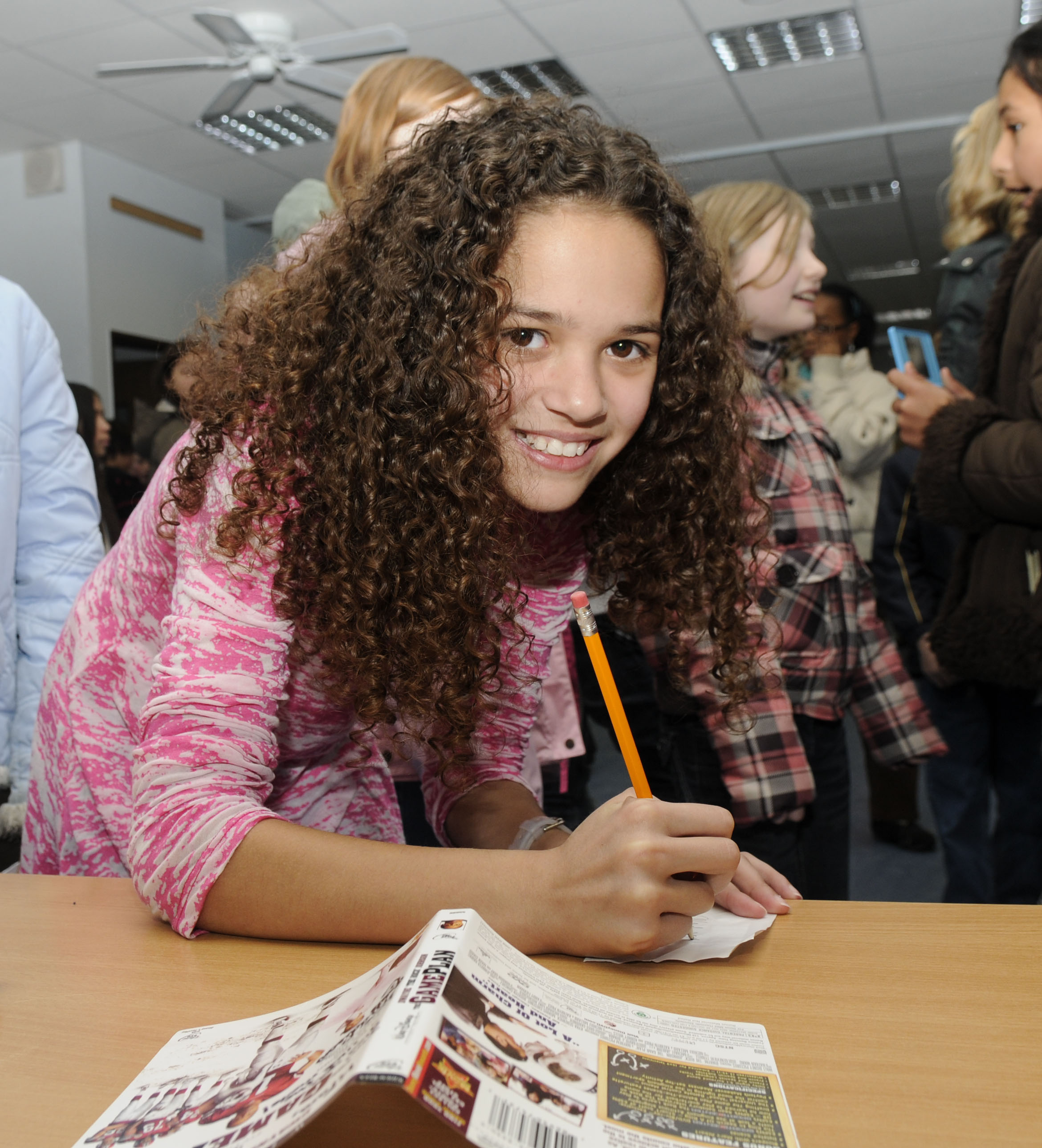
Madison Pettis spielt Tess’ beste Freundin Allie

Allie Brooks ist die beste Freundin von Tess. Sie ist Cheerleader, liebt Shopping, Make-up und alles Mädchenhafte. Sie ist regelmäßig bei den Fosters und versteht nicht, wie Tess es zwischen all den Jungs im Haus aushält.
Gabe Foster ist Tess’ ältester Bruder. Er ist 16 Jahre alt und ein typischer Mädchenschwarm, der oftmals mit mehr als einem Mädchen gleichzeitig ausgeht.
Sam Foster ist der Zwillingsbruder von Tess. Er hat keinen großen Erfolg beim anderen Geschlecht, außerdem schwärmt er für Allie.
Spencer Foster ist 8 Jahre alt und Tess’ jüngster Bruder. Er bewundert Gabe und fragt ihn immer um Rat.
Jack Foster ist der alleinerziehende Vater von Tess, Gabe, Sam und Spencer. Außerdem ist er Sportlehrer des Wrestlingteams. Seine Frau starb vor Beginn der Serie.

### Nebenfiguren
Bobby Parelli ist ein Wrestling-Champion und dabei Gegner von Tess. Er geht erst mit Allie und dann mit Tess aus, trennt sich aber wieder von ihnen.
Nicholas „Nerdy Nicky“ Demoppulus ist ein Freund von Sam und ein typischer Nerd.
Kaylee ist Tess’ Erzfeind. Sie besucht dieselbe Schule und ist Captain der Cheerleader, zu denen auch Allie gehört.
Andy Jacobs ist der Kopf des Ringerteams.
Walter ist der Hund der Fosters. Er kann schon selbstständig auf die Toilette gehen.
Chloe und Zoe sind zwei Freundinnen, welche sich jedoch zerstritten haben. Also wird Chloe die neue Freundin von Tess und Allie.
Heather ist die Nachbarin der Fosters und sehr schwer in Jack verliebt. Man könnte sie als Stalkerin bezeichnen, denn sie spioniert gerne den Fosters hinterher. Die Foster-Kinder geben ihr den Spitznamen „die verrückte Walnuss“.

## Entstehung und Veröffentlichung
Die Dreharbeiten zur zweiten Staffel begannen am 4. September 2012 in Toronto. Die deutschsprachige Synchronisation von Allein unter Jungs erfolgt durch die Berliner Synchron AG Wenzel Lüdecke mit Dialogbuch und Regie von Mike Betz.
| Staffel | Episoden | Erstausstrahlung CAN (YTV) | Erstausstrahlung CAN (YTV) | Deutsche Erstausstrahlung (Nickelodeon) | Deutsche Erstausstrahlung (Nickelodeon) |
| Staffel | Episoden | von                        | bis                        | von                                     | bis                                     |
| ------- | -------- | -------------------------- | -------------------------- | --------------------------------------- | --------------------------------------- |
| 1       | 22       | 9. Nov. 2011               | 9. Okt. 2012               | 20. Feb. 2012                           | 23. Mai 2012                            |
| 2       | 18       | 23. Okt. 2012              | 27. Aug. 2013              | 18. Nov. 2013                           | 11. Dez. 2013                           |

## Auszeichnungen
| Tabellarische Übersicht der Auszeichnungen und Nominierungen | Tabellarische Übersicht der Auszeichnungen und Nominierungen | Tabellarische Übersicht der Auszeichnungen und Nominierungen | Tabellarische Übersicht der Auszeichnungen und Nominierungen | Tabellarische Übersicht der Auszeichnungen und Nominierungen |
| Jahr                                                         | Auszeichnung                                                 | Für                                                          | Kategorie                                                    | Resultat                                                     |
| ------------------------------------------------------------ | ------------------------------------------------------------ | ------------------------------------------------------------ | ------------------------------------------------------------ | ------------------------------------------------------------ |
| 2013                                                         | Young Artist Award                                           | Torri Webster                                                | Beste junge Hauptdarstellerin in einer Fernsehserie          | Gewonnen                                                     |
| 2013                                                         | Young Artist Award                                           | Austin MacDonald                                             | Bester junger Hauptdarsteller (17–21) in einer Fernsehserie  | Nominiert                                                    |
| 2014                                                         | Canadian Screen Awards                                       | Allein unter Jungs                                           | Beste fiktionale Kinder- oder Jugendserie                    | Nominiert                                                    |
| 2014                                                         | Canadian Screen Awards                                       | Nathan McLeod                                                | Bester junger Hauptdarsteller in einer Fernsehserie          | Nominiert                                                    |
| 2014                                                         | Young Artist Awards 2014                                     | Austin MacDonald                                             | Bester junger Nebendarsteller in einer Fernsehserie          | Nominiert                                                    |